# Marija Miholjek
Marija Miholjek (Đakovo, 25. prosinca 1976.) je hrvatska televizijska voditeljica i urednica.

## Životopis
Marija Miholjek hrvatska je novinarka i trenutačna voditeljica središnje informativne emisije Dnevnik Nove TV. Diplomirala je politologiju, a radila je na đakovačkoj radio postaji gdje je prakticirala znanje stečeno s fakulteta.
Godine 2003. počela je raditi priloge za informativni program Nove TV kao dopisnica iz Osijeka, a 2005. se pridružila voditeljskoj postavi središnje informativne emisije Dnevnik Nove TV. Od 2007. do 2009. bila je voditeljica magazina "Provjereno".

## Privatni život
Od 2005. godine je u braku s Borisom Miholjekom s kojim ima sina Bona (2009.) i kćer Zlatu(2012.).

## Voditeljske uloge
- "Dnevnik Nove TV" kao voditeljica i urednica Večernjih vijesti (2005.- danas)
- "Provjereno" kao voditeljica (2007. – 2009.)

## Ostalo
- "IN Magazin" (? - danas)

## Vanjske poveznice
- Stranica informativnog programa Nove TV